# Auferstehungskirche (Ostgroßefehn)

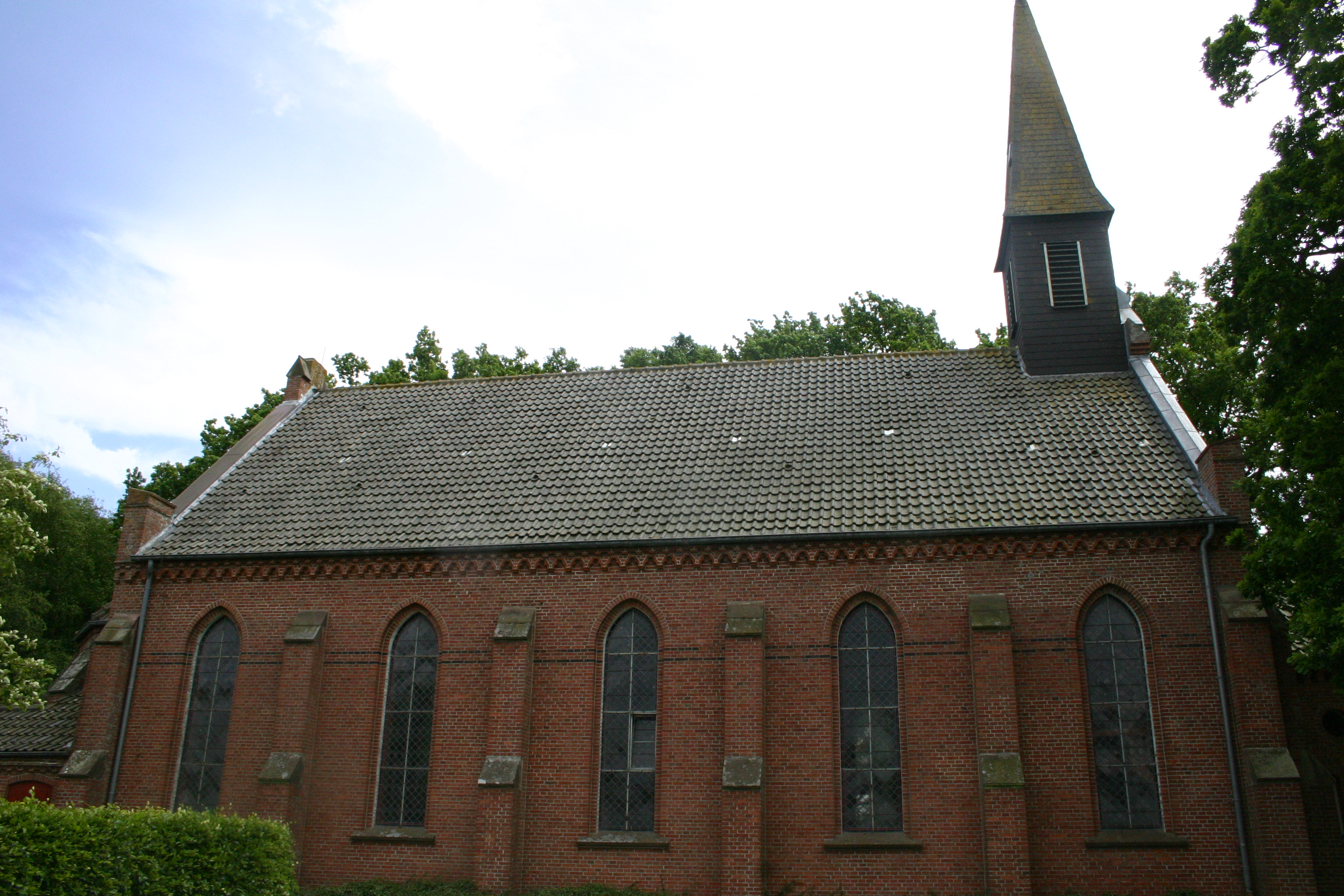
Lutherische Kirche Ostgroßefehn

Die evangelisch-lutherische Auferstehungskirche liegt im Ortsteil Ostgroßefehn der ostfriesischen Gemeinde Großefehn. Die dazugehörige Kirchengemeinde trägt den Titel Auferstehungsgemeinde.

## Geschichte
Das heutige Ostgroßefehn wurde um 1790 angelegt. Kirchlich gehörten die Bewohner zunächst zu den Gemeinden Aurich-Oldendorf und Timmel. Im Jahre 1839 wurde südlich der Schule IV ein erster Friedhof angelegt und 1864 ein weiterer an der Schule VI. In diesem Schulhaus entfernte man zudem eine hölzerne Trennwand zwischen zwei Klassenräumen, um einen Raum zu erhalten, in dem Gottesdienste gefeiert werden konnten. 1867 erhielt ein Hilfsprediger eine Anstellung und 1872 wurde der Ort zu einer Pfarrkollaboratur erklärt. Wenige Jahre später erfolgte 1881 die Errichtung des Pfarrhauses und 1889 die Gründung der Kirchengemeinde. Dabei wurde der bisherige Pfarrverwalter zum ersten Prediger bestimmt.
Im Oktober 1894 begannen die Bauarbeiten für die heutige Kirche, die ein Jahr später am 22. Dezember 1895 eingeweiht wurde, unter der Leitung des Architekten und Baumeisters Friedrich Wilhelm Karl Jacob. In den Jahren 1975/76 restaurierten freiwillige Helfer das Bauwerk.

## Baubeschreibung
Die Ostgroßefehntjer Kirche wurde aus Backsteinen im neugotischen Stil mit polygonaler Apsis errichtet. Ihre Außenwände sind durch vier Stützpfeiler in fünf Felder mit schmalen Spitzbogenfenstern gegliedert. In den Chorraum fällt Licht durch drei kleine Spitzbogenfenster. Im Westteil der Kirche befindet sich ein Vorbau, der als Windfang dient. Anstelle eines Glockenturms hat die Kirche am westlichen Ende des Firstes einen Dachreiter.

## Ausstattung

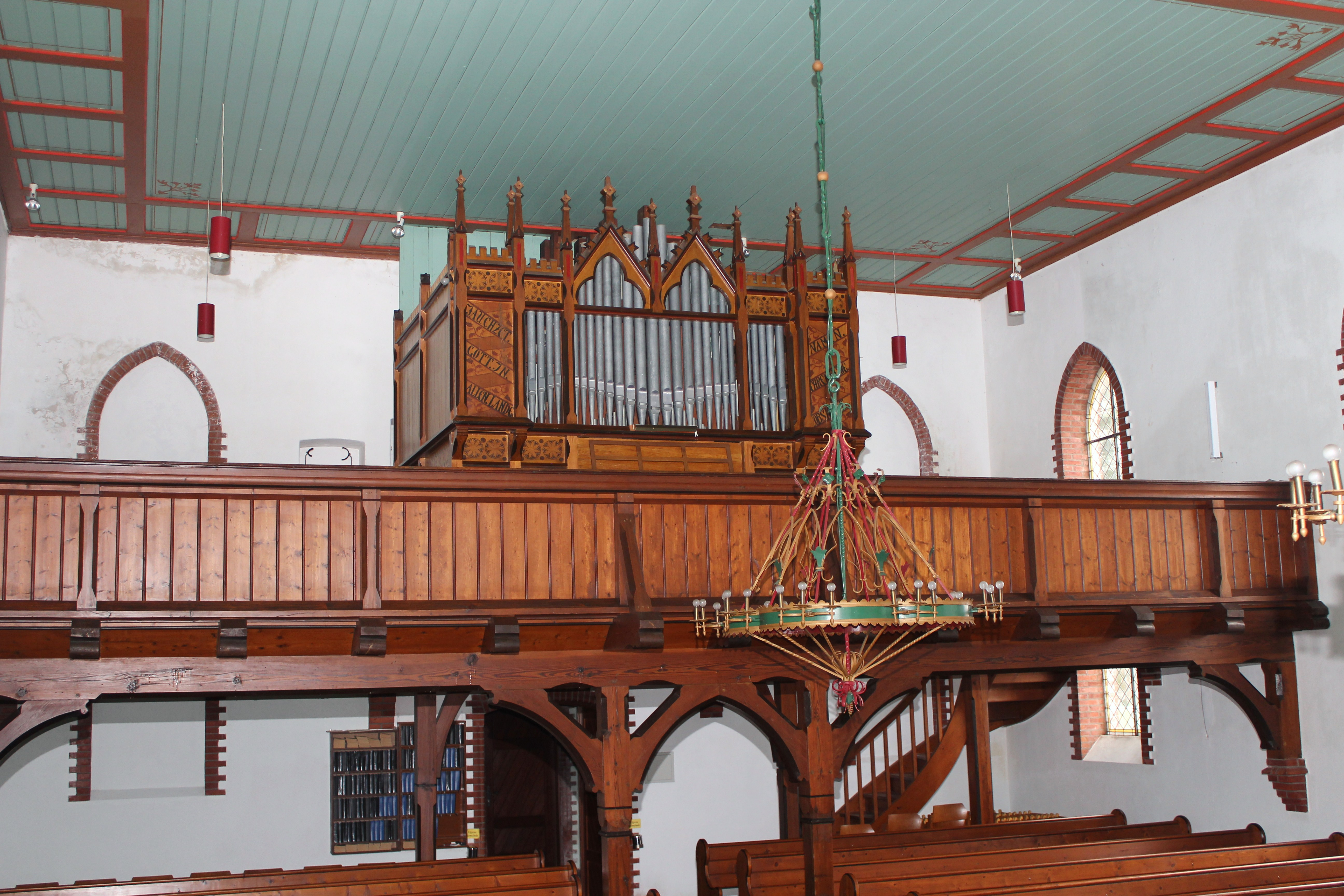
Orgel von 1895

Kanzel und Altar stammen aus der Erbauungszeit der Kirche. Sie sind ebenfalls im neugotischen Stil geschaffen worden. Das schlichte Altargerät wurde 1890 zur Gründung der Gemeinde erworben. Die mundgeblasenen, in Blei eingefassten Scheiben in den Seitenfenstern wurden 1970 beschafft. Im Jahr 1895 baute die Firma P. Furtwängler & Hammer eine Orgel mit 13 Registern auf zwei Manualen und Pedal. Martin Haspelmath führte 1980 eine gründliche Instandsetzung des Instruments durch, das vollständig erhalten ist.